# سهران (ورزقان)
سهران یا سهرون روستایی در دهستان ارزیل بخش خاروانا شهرستان ورزقان استان آذربایجان شرقی ایران و در همسایگی روستاهای اندرگان،حاجی‌لار (ورزقان) ، بیشک و جوانان گروه  واقع شده است. سهرون (به لاتین: SOHROON) به معنای محلی که آب از زمین بیرون می‌آید.
بر پایه سرشماری عمومی نفوس و مسکن در سال ۱۳۹۵ جمعیت این روستا ۱۸۴ نفر (۵۹خانوار) بوده‌است.